# Rundvågskollane
Rundvågskollane är en kulle i Antarktis. Den ligger i Östantarktis. Norge gör anspråk på området. Toppen på Rundvågskollane är 137 meter över havet.
Terrängen runt Rundvågskollane är varierad. Havet är nära Rundvågskollane västerut. Trakten är obefolkad. Det finns inga samhällen i närheten.